# Picrospora chrysochalca
Picrospora chrysochalca är en fjärilsart som beskrevs av Edward Meyrick 1926. Picrospora chrysochalca ingår i släktet Picrospora och familjen säckspinnare. Inga underarter finns listade i Catalogue of Life.